# Samenstelling Belgische Senaat 1843-1847
De lijst van leden van de Belgische Senaat van 1843 tot 1847. De Senaat telde toen 47 zetels. Het nationale kiesstelsel was in die periode gebaseerd op cijnskiesrecht, volgens een systeem van een meerderheidsstelsel, gecombineerd met een districtenstelsel. Iedere Belg die ouder dan 25 jaar was en een bepaalde hoeveelheid cijns betaalde, kreeg stemrecht. Hierdoor was er een beperkt kiezerskorps.
Deze legislatuur liep van 14 november 1843 tot 11 mei 1847 en volgde uit de verkiezingen van 13 juni 1843. Bij deze verkiezingen werden 23 van de senatoren verkozen. Dit was het geval in de kieskringen Gent, Eeklo, Aalst, Oudenaarde, Dendermonde, Sint-Niklaas, Charleroi, Doornik, Aat, Bergen, Thuin, Zinnik, Luik, Verviers, Hoei, Borgworm, Hasselt, Tongeren-Maaseik.
Tijdens deze legislatuur waren achtereenvolgens de unionistische regering-Nothomb (april 1841 - juni 1845), de unionistische regering-Van de Weyer (juli 1845 - maart 1846) en de katholieke regering-De Theux de Meylandt II (maart 1846 - augustus 1847) in functie.

## Samenstelling
| Begin legislatuur (1843) | Begin legislatuur (1843) | Begin legislatuur (1843) | Einde legislatuur (1847) | Einde legislatuur (1847) | Einde legislatuur (1847) |
| Fractie                  | Fractie                  | Zetels                   | Fractie                  | Fractie                  | Zetels                   |
| ------------------------ | ------------------------ | ------------------------ | ------------------------ | ------------------------ | ------------------------ |
|                          | Katholieken              | 32                       |                          | Katholieken              | 32                       |
|                          | Liberalen                | 15                       |                          | Liberalen                | 15                       |

Wijzigingen in fractiesamenstelling:
- In 1845 neemt de liberaal Gustave de Jonghe ontslag. Zijn opvolger wordt de katholiek Félix Bethune.
- In 1846 overlijdt de liberaal Pierre Bonné. Zijn opvolger wordt de katholiek Eugène Marie van Hoobrouck de Mooreghem.
- In 1846 overlijdt de katholiek Joseph van der Linden d'Hooghvorst. Zijn opvolger wordt de liberaal Théodore Mosselman du Chenoy.
- In 1846 overlijdt de katholiek Raymond de Biolley. Zijn opvolger wordt de liberaal Albert Rutten.

## Lijst van de senatoren
| Senator                                        | Partij    | Aanduiding                   | Kieskring                 | Opmerkingen |
| ---------------------------------------------- | --------- | ---------------------------- | ------------------------- | --- |
| Charles-Joseph d'Ursel                         | Katholiek | Rechtstreeks gekozen senator | Antwerpen                 | |
| Joseph de Baillet                              | Katholiek | Rechtstreeks gekozen senator | Antwerpen                 | Ondervoorzitter. |
| Hippolyte della Faille d'Huysse                | Katholiek | Rechtstreeks gekozen senator | Mechelen                  | |
| Ferdinand Philippe du Bois de Nevele           | Katholiek | Rechtstreeks gekozen senator | Turnhout                  | |
| François Dindal                                | Liberaal  | Rechtstreeks gekozen senator | Brussel                   | Vervangt vanaf 18 februari 1847 de overleden Jacques Engler. |
| Goswin de Stassart                             | Liberaal  | Rechtstreeks gekozen senator | Brussel                   | |
| Henri de Merode                                | Katholiek | Rechtstreeks gekozen senator | Brussel                   | |
| Théodore de Baudequin de Peuthy d'Huldenberghe | Katholiek | Rechtstreeks gekozen senator | Leuven                    | |
| Philippe de Wouters d'Oplinter                 | Katholiek | Rechtstreeks gekozen senator | Leuven                    | |
| Théodore Mosselman du Chenoy                   | Liberaal  | Rechtstreeks gekozen senator | Nijvel                    | Vervangt vanaf 18 februari 1847 de overleden Joseph van der Linden d'Hooghvorst (Katholiek). |
| Charles Ferdinand de Macar                     | Liberaal  | Rechtstreeks gekozen senator | Nijvel                    | |
| Jean-Marie de Pelichy van Huerne               | Katholiek | Rechtstreeks gekozen senator | Brugge                    | |
| Joseph De Neckere                              | Katholiek | Rechtstreeks gekozen senator | Veurne-Oostende-Diksmuide | Vervangt vanaf 6 mei 1846 Eugène Marie van Hoobrouck de Mooreghem, die senator voor de kieskring Roeselare wordt. Van Hoobrouck de Mooreghem is secretaris.                                                    |
| Philippe De Ridder                             | Katholiek | Rechtstreeks gekozen senator | Veurne-Oostende-Diksmuide | |
| Auguste de Jonghe d'Ardoye                     | Katholiek | Rechtstreeks gekozen senator | Tielt                     | Quaestor. |
| Eugène Marie van Hoobrouck de Mooreghem        | Katholiek | Rechtstreeks gekozen senator | Roeselare                 | Vervangt vanaf 20 maart 1846 de overleden Pierre Bonné (Liberaal). Daarvoor was van Hoobrouck tot 19 maart 1846 senator voor de kieskring Veurne-Diksmuide-Oostende. Van Hoobrouck de Mooreghem is secretaris. |
| Félix Bethune                                  | Katholiek | Rechtstreeks gekozen senator | Kortrijk                  | Vervangt vanaf 22 december 1845 Gustave de Jonghe (Liberaal), die om gezondheidsredenen ontslag neemt. |
| Philippe Vilain XIIII                          | Katholiek | Rechtstreeks gekozen senator | Kortrijk                  | Ondervoorzitter. |
| Edouard Malou                                  | Liberaal  | Rechtstreeks gekozen senator | Ieper                     | |
| Charles Rooman                                 | Katholiek | Rechtstreeks gekozen senator | Eeklo                     | |
| Ferdinand d'Hoop                               | Katholiek | Rechtstreeks gekozen senator | Gent                      | |
| François Heyndericx                            | Katholiek | Rechtstreeks gekozen senator | Gent                      | |
| Franz Vergauwen                                | Liberaal  | Rechtstreeks gekozen senator | Gent                      | Vervangt vanaf 22 september 1845 de overleden François Claes. |
| Jean Cassiers                                  | Katholiek | Rechtstreeks gekozen senator | Sint-Niklaas              | |
| Prosper Christyn de Ribaucourt                 | Katholiek | Rechtstreeks gekozen senator | Dendermonde               | |
| Charles Rodriguez d'Evora y Vega               | Katholiek | Rechtstreeks gekozen senator | Oudenaarde                | Secretaris. |
| Jean-Baptiste Joseph d'Hane de Steenhuyse      | Katholiek | Rechtstreeks gekozen senator | Aalst                     | |
| Charles d'Andelot                              | Katholiek | Rechtstreeks gekozen senator | Aalst                     | |
| Dominique Siraut                               | Katholiek | Rechtstreeks gekozen senator | Bergen                    | |
| Alexandre de Royer de Dour                     | Liberaal  | Rechtstreeks gekozen senator | Bergen                    | Vervangt vanaf 26 maart 1844 de overleden Dieudonné du Val de Beaulieu. |
| Alexandre Daminet                              | Liberaal  | Rechtstreeks gekozen senator | Zinnik                    | |
| Augustin Dumon-Dumortier                       | Liberaal  | Rechtstreeks gekozen senator | Doornik                   | Secretaris. |
| Edouard de Rouillé                             | Katholiek | Rechtstreeks gekozen senator | Aat                       | Quaestor. |
| Charles de Bousies de Rouveroy                 | Liberaal  | Rechtstreeks gekozen senator | Thuin                     | |
| François-Philippe de Haussy                    | Liberaal  | Rechtstreeks gekozen senator | Charleroi                 | |
| Hyacinthe de Chestret                          | Liberaal  | Rechtstreeks gekozen senator | Luik                      | Vervangt vanaf 16 mei 1846 de overleden Jean-François Hennequin. |
| Joseph de Potesta                              | Liberaal  | Rechtstreeks gekozen senator | Luik                      | |
| Hippolyte de Baré de Comogne                   | Katholiek | Rechtstreeks gekozen senator | Hoei                      | Secretaris. |
| Louis-Joseph de Renesse                        | Liberaal  | Rechtstreeks gekozen senator | Borgworm                  | |
| Albert Rutten                                  | Liberaal  | Rechtstreeks gekozen senator | Verviers                  | Vervangt vanaf 11 juli 1846 de overleden Raymond de Biolley (Katholiek). |
| Pierre de Schiervel                            | Katholiek | Rechtstreeks gekozen senator | Hasselt                   | Senaatsvoorzitter. |
| Guillaume d'Arschot Schoonhoven                | Katholiek | Rechtstreeks gekozen senator | Tongeren-Maaseik          | Vervangt vanaf 22 september 1845 de overleden Guillaume Georges François de Borchgrave d'Altena. |
| Emmanuel Coppens                               | Katholiek | Rechtstreeks gekozen senator | Aarlen-Bastenaken-Marche  | |
| Camille de Briey                               | Katholiek | Rechtstreeks gekozen senator | Neufchâteau-Virton        | |
| Perpète du Pont d'Ahérée                       | Katholiek | Rechtstreeks gekozen senator | Dinant-Philippeville      | |
| Pierre-Charles Desmanet de Biesme              | Katholiek | Rechtstreeks gekozen senator | Namen                     | |
| Florimond de Quarré                            | Katholiek | Rechtstreeks gekozen senator | Namen                     | |